# Kamień pamiątkowy ku czci harcerzy poległych w walce o polskość Wrocławia
Kamień pamiątkowy ku czci harcerzy poległych w walce o polskość Wrocławia – kamień pamiątkowy położony we Wrocławiu na Ołbinie, stanowiący część Skweru Ludzi ze znakiem „P”. Kamień wykonał wrocławski kamieniarz Tadeusz Hudziec, a odsłonięty został w maju 1977 roku w 20 rocznicę powstania Hufca ZHP Wrocław – Śródmieście.
Pomnik wzniesiono z inicjatywy Dzielnicowej Rady Przyjaciół Harcerstwa. Pomnik liczy 1,2 metra i znajduje się na nim tablica z napisem „Harcerzom i instruktorom poległym w walce o polskość Wrocławia w 20 rocznicę powstania Hufca Wrocław-Śródmieście maj 1977. Pomnik miał upamiętniać przedwojenną działalność harcerzy na terenie Wrocławia, w tym działalność drużyny harcerskiej założonej w 1927 roku przez Wiktora Urbanowicza. Po dojściu do władzy Hitlera, ograniczano działalność drużyny, między innymi poprzez zakaz noszenia umundurowania. Po wybuchu wojny aresztowano starszych działaczy drużyny, w tym Urbanowicza, jest to ostatnia znana wiadomość o nim. Współzałożyciel drużyny Tadeusz Grajkowski i jej ostatni drużynowy Władysław Zarembowicz zginęli w obozach koncentracyjnych. Inny harcerzy z drużyny wcielono do Wehrmachtu, ale mieli oni nadal zachować przy sobie swoje książeczki harcerskie.
Początkowo na pomniku miała znaleźć się inna inskrypcja, ale nie wyrażono na to zgody.
„Tym, którzy odeszli, i tym, którzy przetrwali, działaczkom i działaczom byłego Związku Harcerstwa Polskiego w Niemczech”. Było to motto z książki Henryka Kapiszewskiego „Związek Harcerstwa Polskiego w Niemczech.